# Frantsuz
Frantsuz (russisk: Француз) er en russisk spillefilm fra 2004 af Vera Storozjeva.

## Medvirkende
- Mikhail Jefremov som Karpienko
- Jekaterina Filippova
- Marija Golubkina som Anya
- Thierry Monfray
- Dmitrij Orlov